# Хлотар
Хлотар (лат. Chlotharius, фр. Clotaire) — германське ім'я, що еволюціонувало в пізнішу форму Лотар (лат. Lotharius).
Відомі носії:
- Хлотар I (близько 497 — 29 листопада 561) — король франків, правив в 511—561 роках, з династії Меровінгів.
- Хлотар II (травень 584 — 18 жовтня 629) — король франків, правив у 584—629 роках, з династії Меровінгів.
- Хлотар III — король франків, правив у 657—673 рр., з династії Меровінгів.